# Jan I. Bretaňský
Jan I. Bretaňský (fr. Jean le Roux (1217/1218? – 8. října 1286, Fréhel) byl vévoda bretaňský, hrabě z Richmondu, účastník poslední kruciáty Ludvíka IX. a autor dvorské poezie.

## Život
Jan se narodil jako prvorozený syn Petra Mauclerca, bratrance francouzského krále a bretaňské dědičky Alix. Matka zemřela při porodu třetího potomka a ovdovělý Mauclerc se stal poručníkem malého Jana, budoucího bretaňského vévody. Po smrti Ludvíka VIII. byl Mauclerc jedním z nespokojených buřičů, jež organizovali vzpoury proti regentské vládě královny vdovy. Jako vévoda popudil své vazaly hrabivostí a snahou o změnu dosavadních místních zvyklostí a roku 1230 se dočkal vzpoury. Odbojní vazalové nakonec přísahali, že podpoří právo Mauclercova prvorozeného na bretaňské vévodství.

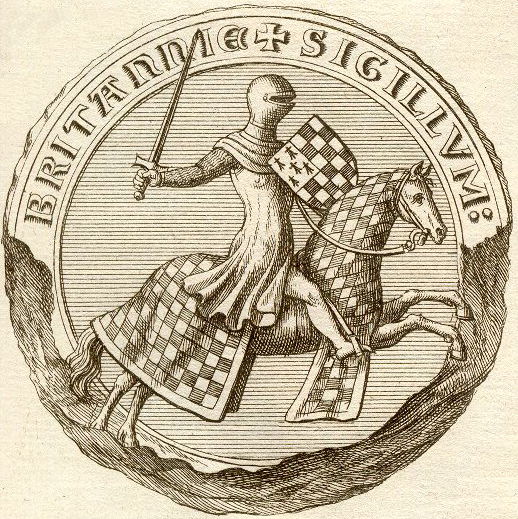
Janova pečeť

Jan se svého dědictví ujal roku 1237 a zůstal věrný politice svého otce. Vůči šlechtě a církvi se choval sice stejně, ale poněkud taktičtěji a postupně se mu podařilo se svými nepřáteli smířit nebo je porazit na bitevním poli jako se to stalo Petrovi z Craonu. V letech 1240–41 se rozhořel spor mezi vévodou a nespokojeným Hervém z Léonu a poté pětiletý konflikt s Oliverem z Clissonu a Eudem z Pontchâteau. Roku 1257 se vévoda pomstil Alanovi z Avagouru na městě Dinan, které vyplenil. Bylo jeho zvykem využívat finanční neschopnosti svých odbojných vazalů a získával tak jejich majetky pro sebe či své příbuzné. Roku 1240 nechal z Bretaně vyhnat Židy a bojoval proti lichvě.
Zúčastnil se tuniské kruciáty krále Ludvíka IX. a podařilo se mu z válečného dobrodružství vyváznout ve zdraví. Ovšem dluhy, které nadělal společně se svými vojáky, nebyly splaceny ještě roku 1312. Po králově skonu se přidal k výpravě anglického prince Eduarda a dostal se s ním do Svaté země. Do Bretaně se vrátil roku 1273.

## Rodina
Jan Bretaňský se 16. června 1236 oženil s prvorozenou dcerou navarrského krále Theobalda I. S rukou nevěsty měl Jan případně získat i navarrské království. Dva roky po svatbě se však narodil Theobaldovi vytoužený syn a Jan Bretaňský se roku 1254 za úplatu 3 tisíc livrů vzdal svého nároku na navarrský trůn.
Zemřel v pokročilém věku po téměř padesáti letech vlády a byl pohřben v cisterciáckém klášteře Prières, jehož byl fundátorem. Díky štědrému mecenášství vévodova otce Petra Mauclerca ke katedrále v Chartres, se pod jižní rozetou dochovala vitráž s bretaňským erbem a idealizovanou podobou Jana, jeho rodičů a sestry.